# Horaia manaliella
Horaia manaliella är en tvåvingeart som först beskrevs av Kaul 1976.  Horaia manaliella ingår i släktet Horaia och familjen Blephariceridae. Inga underarter finns listade i Catalogue of Life.